# Круглов Сергій Іванович
Сергій Іванович Круглов (вересень 1906, місто Баку, тепер Азербайджан — 29 грудня 1953, місто Москва, тепер Російська Федерація) — радянський державний діяч, 2-й секретар ЦК КП (б) Казахстану, 1-й секретар Гур'євського обласного комітету КП(б) Казахстану. Депутат Верховної ради Казахської РСР 2-го скликання. Депутат Верховної ради СРСР 3-го скликання.

## Життєпис
Народився в родині робітника нафтопромислів. З 1918 року працював кур'єром нафтопромислів у місті Баку. У 1920 році вступив до комсомолу.
У 1920—1923 роках — уповноважений із продовольства, секретар промислового комітету 1-го промислового Балаханського району «Азнафти».
У 1923—1927 роках — інструктор, завідувач відділу, відповідальний секретар Ленінського районного комітету ЛКСМ Азербайджану міста Баку.
Член ВКП(б) з 1925 року.
У 1927—1928 роках — завідувач відділу виконавчого комітету Ленінської районної Ради міста Баку.
У 1928—1930 роках — слухач робітничого факультету при Азербайджанському державному університеті.
У 1930—1932 роках — студент Московського інституту сходознавства. У 1932—1933 роках — аспірант Московського інституту сходознавства.
У 1933—1937 роках — заступник начальника, начальник політичного відділу радгоспу в Казахській АРСР.
У 1937 році — секретар Акмолинського районного комітету КП(б) Казахстану.
У 1937—1939 роках — керівник сільськогосподарської групи, завідувач відділу кадрів, заступник голови виконавчого комітету Карагандинської обласної ради Казахської РСР.
У 1939 році — начальник відділу Карагандинської обласної спілки споживчих товариств.
У 1939—1941 роках — голова правління Казахської республіканської спілки споживчих товариств.
У 1941—1943 роках — голова президії Казахської республіканської промислової ради.
У 1943 — червні 1946 року — 1-й секретар Гур'євського обласного і міського комітету КП(б) Казахстану.
22 червня 1946 — 15 грудня 1951 року — 2-й секретар ЦК КП(б) Казахстану.
У серпні 1952 року закінчив річні курси партійних робітників при ЦК ВКП(б).
У серпні 1952 — 7 грудня 1953 року — 2-й секретар Башкирського крайового (обласного) комітету ВКП(б) (КПРС). Був звільнений із посади через важку хворобу.
Помер 29 грудня 1953 року в місті Москві після тривалої та важкої хвороби.

## Нагороди
- орден Леніна
- три ордени Трудового Червоного Прапора
- медаль «За доблесну працю у Великій Вітчизняній війні 1941—1945 рр.»